# 天桥岭镇
天桥岭镇，是中华人民共和国吉林省延边朝鲜族自治州汪清县下辖的一个乡镇级行政单位。

## 行政区划
天桥岭镇下辖以下地区：
春光社区、天桥岭村、天河村、天安村、口山村、桃源村、天宁村、鹿圈子村、青松村、天山村、椴树背村、转角楼村、团结村、东新村、河南村、民主村、青沟子村、天平村、新华村、北城子村、神仙洞村、桶子沟村、响水村和太阳村。